# John Doyle (Fußballspieler)
John Joseph Doyle (* 16. April 1966 in San José, Kalifornien) ist ein ehemaliger US-amerikanischer Fußballspieler.
Der Abwehrspieler war von 1989 bis 2000 in den USA und in Europa aktiv. Nach seinem Karriereende war erst TV-Kommentator, anschließend wurde er Assistenztrainer bei den San José Earthquakes. Seit 2008 ist Doyle General Manager bei den Earthquakes.

## Spielerkarriere

### Jugend
Doyle besuchte die Washington High School in Fremont, Kalifornien und war in dessen Schulmannschaft aktiv. In seinem letzten Jahr gewann er mit der Mannschaft die Meisterschaft. Nach seinem Abschluss war er Rekordhalter für die meisten erzielten Tore an der High School. Neben der Schule spielte er noch für den Fremont City Youth Soccer Club.
Anschließend besuchte er die University of San Francisco und spielte für das dortige College-Soccer-Team. 1986 wurde in die zweite All-American Auswahl berufen. 1999 nahm ihn das College in die Hall of Fame auf.

### Beginn in der WSL
Während seiner Zeit am College spielte er in den Saisonpausen für die San Francisco Bay Blackhawks in der ehemaligen Profiliga Western Soccer League. 1989 wurde in das WSL All-Star Team berufen.

### Wechsel nach Europa
1990 unterzeichnete er einen Vertrag bei dem schwedischen Verein Örgryte IS. Nach drei Jahren wechselte er zum VfB Leipzig, der in der ersten Bundesliga spielte. Am Ende der Saison 1993/1994 musste Leipzig absteigen und Doyle ging zurück in die USA.

### Rückkehr in die USA
Er unterzeichnete einen Vertrag mit der Major League Soccer und wurde von der Organisation an Atlanta Ruckus verliehen, da die MLS erst 1996 ihren Spielbetrieb aufnahm. Dort avancierte Doyle zum Leistungsträger der Mannschaft aus der A-League. Am Ende der Saison wurde er zum Verteidiger des Jahres ernannt und erreichte mit der Mannschaft das Finale der Play-offs.
Vor dem Start der ersten Saison der MLS wurde Doyle San Jose Clash zugeordnet. Er wurde der erste Spieler und Kapitän der Mannschaft. Am Ende der ersten Saison wurde er zum besten Abwehrspieler der MLS gewählt. 2000 beendete er seine Karriere.

### Nationalmannschaft
Doyle gehörte dem US-Team bei den Olympischen Sommerspielen 1988 an. Auch bei der Weltmeisterschaft 1990 war er im Team der Fußballnationalmannschaft der Vereinigten Staaten.

## Weiterer Werdegang
Nach seiner aktiven Zeit arbeitete Doyle als TV- und Radio-Kommentator. 2004 übernahm er das Amt des Assistenztrainers bei den San José Earthquakes. Diese Position hatte er bis zum Ende der Saison 2005 inne, als die Earthquakes nach Houston wanderten.
Seit dem 3. November 2007 ist er General Manager bei den Kaliforniern.